# Neopaleorchis catostomi
Neopaleorchis catostomi är en plattmaskart. Neopaleorchis catostomi ingår i släktet Neopaleorchis och familjen Lissorchiidae. Inga underarter finns listade i Catalogue of Life.